# Ivet Goranova
Ivet Goranova (búlgar: Ивет Горанова)  (Dolna Mitropolia, 6 de març de 2000) és una karateka búlgara. Va guanyar la medalla d'or en la prova de kumite femenina de 55 kg als Jocs Olímpics d'estiu de 2020 a Tòquio, Japó. També va guanyar la medalla d'or en la seva prova als Jocs Europeus de 2019 celebrats a Minsk, Bielorússia.

## Carrera
El 2018, Goranova va guanyar una de les medalles de bronze a la prova de kumite femení de 55 kg al Campionat Mundial de Karate celebrat a Madrid, Espanya. El 2019, va guanyar una de les medalles de bronze a l'esdeveniment de kumite femení de 55 kg al Campionat d'Europa de Karate celebrat a Guadalajara, Espanya. En aquest mateix any, va guanyar la medalla d'or en l'esdeveniment de kumite femení de 55 kg als Jocs Europeus celebrats a Minsk, Bielorússia. A la final, va derrotar a Anzhelika Terliuga d'Ucraïna.
Goranova es va classificar al Torneig Mundial de Qualificació Olímpica de París, França per representar Bulgària als Jocs Olímpics d'estiu de 2020 a Tòquio, Japó. Va guanyar la medalla d'or en la prova femenina de 55 kg. El novembre de 2021, va guanyar una de les medalles de bronze en l'esdeveniment femení de 55 kg al Campionat Mundial de Karate celebrat a Dubai, Emirats Àrabs Units.
Va competir en el kumite femení de 55 kg als Jocs Mundials de 2022 celebrats a Birmingham, Estats Units. Va guanyar la medalla de plata en la prova femenina de 55 kg als Jocs Europeus de 2023 celebrats a Polònia. A la final, va perdre contra Anzhelika Terliuga d'Ucraïna. Uns mesos més tard, va guanyar la medalla de plata en la prova femenina de 55 kg al Campionat del Món de Karate 2023 celebrat a Budapest, Hongria.